# الکام

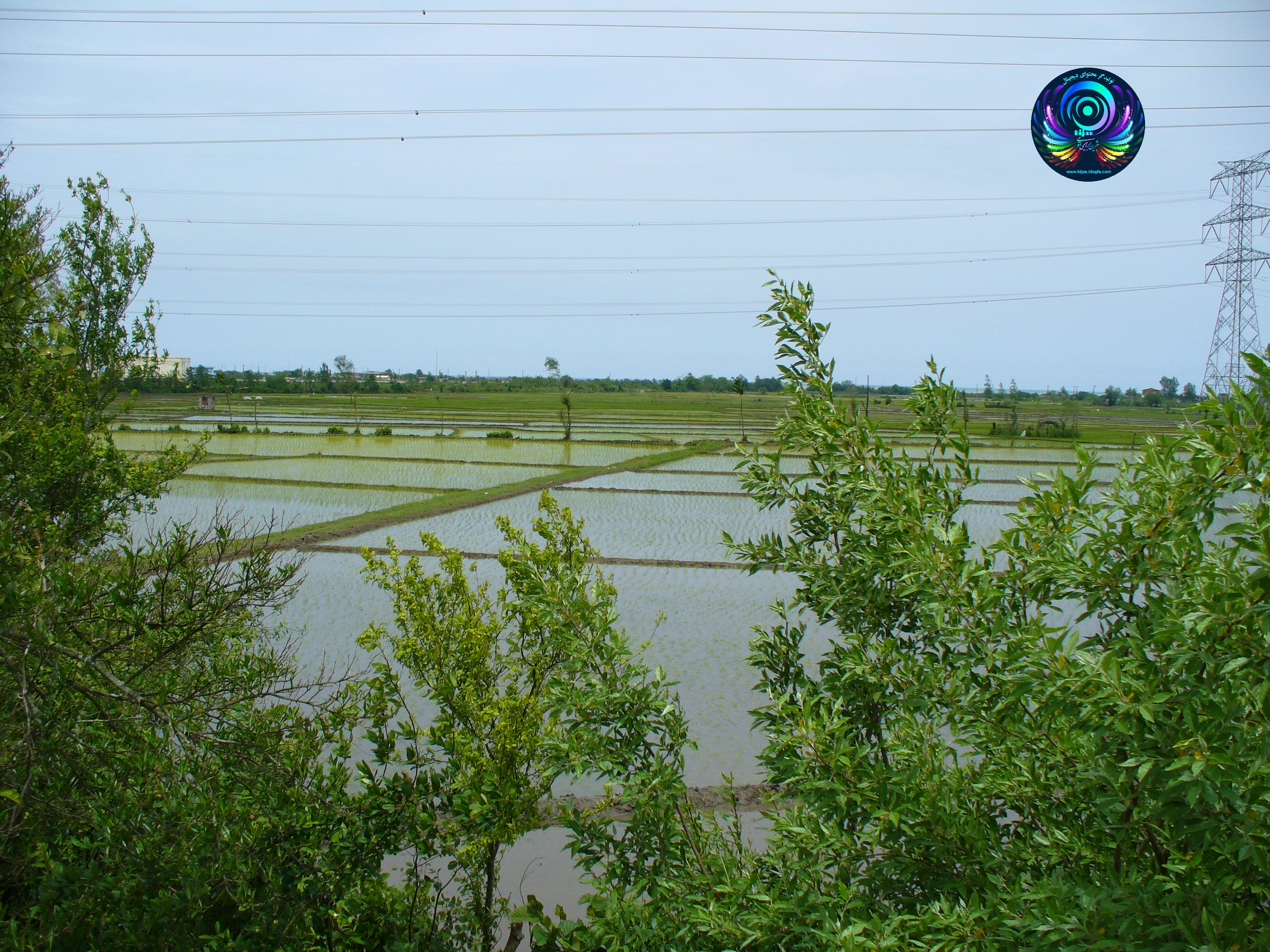
تصویر اول از شالیزار

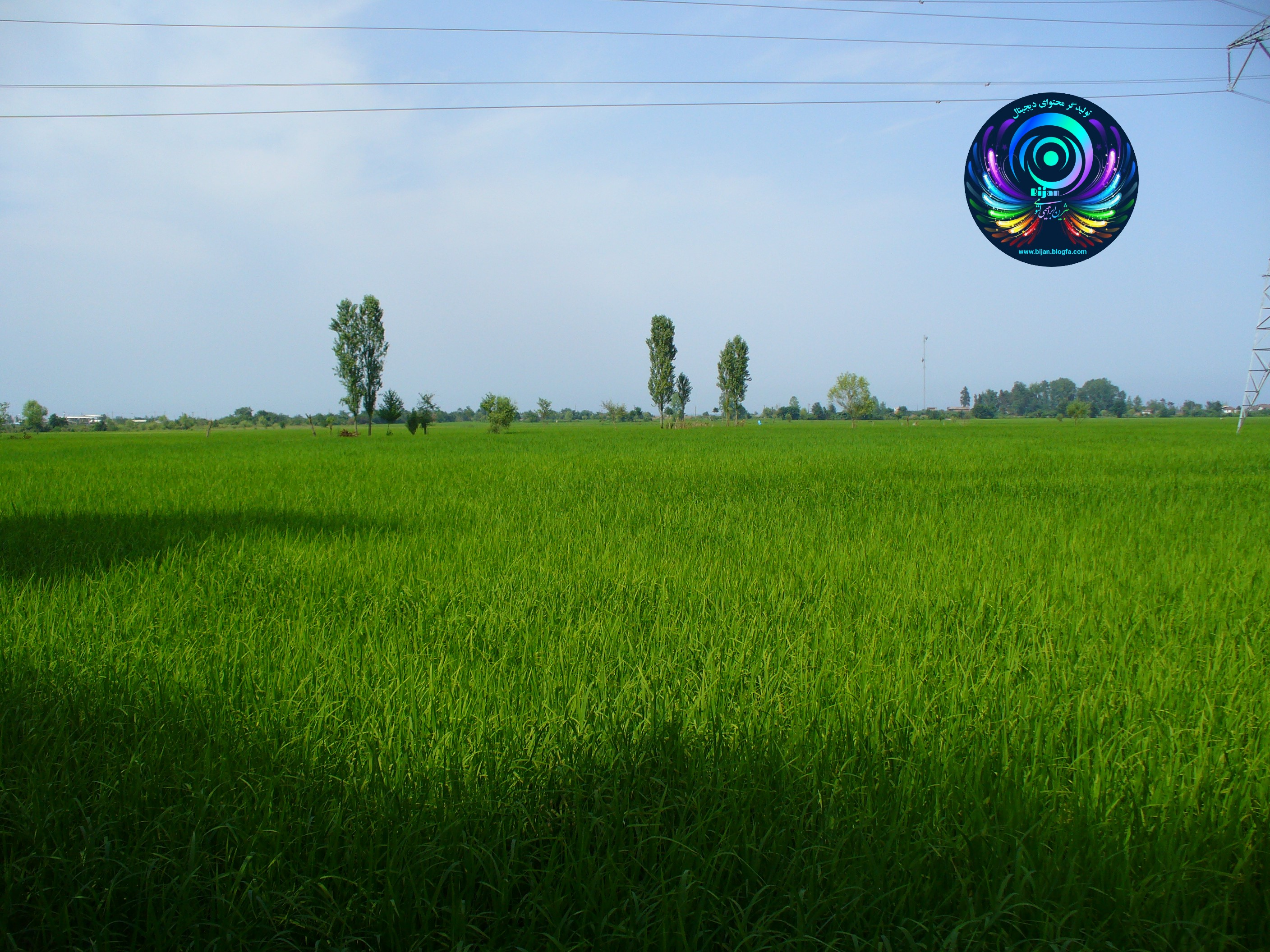
تصویر دوم از شالیزار

آلکام لتوم روستایی از توابع بخش پره‌سر شهرستان رضوان‌شهر در استان گیلان ایران است.
نام این روستا از ترکیب دو کلمهٔ «آلکام» و «لتوم» تشکیل شده‌است. آلکامی‌ها کسانی بودند که ابتدا در بخش جلگه‌ای فعلی در نوار ساحلی می‌زیسته‌اند. اما گروهی که در منطقهٔ ارتفاعات پونل به نام «لتوم» با مشقت فراوان روبرو بوده‌اند برای گذران زندگی بهتر و همچنین کشت و زرع برنج به منطقهٔ آلکام مهاجرت کردند و از همان زمان این روستا نام «آلکام لتوم» را به خود گرفته‌است. در مرز شرقی این روستا، روستای دیگری وجود دارد و نام آن «آلکام قلم‌باغ» است.
آلکام لتوم از نخستین روستاهای پره‌سر بود که به آن برق‌رسانی شد.

## جمعیت
این روستا در مجاورت دهستان دیناچال قرار دارد و براساس سرشماری مرکز آمار ایران در سال ۱۳۸۵، جمعیت آن ۱٬۷۳۳ نفر (۴۵۰خانوار) بوده‌است.